# Piatra-Olt
Piatra-Olt város Olt megyében, Olténiában, Romániában.
Fontos vasúti csomópont: Craiova, Râmnicu Vâlcea, Caracal és Pitești városok között.
Első írásos említése 1529-ből való.
Lakosságának etnikai összetétele a 2002-es népszámlálási adatok alapján:
- Román: 5749 lakos
- Roma: 597 lakos
- Más: 1 lakos

## Külső hivatkozások
- A város honlapja